# Prykäri
Prykäri är en ö i Finland. Den ligger i Bottenviken och i kommunen Kemi i den ekonomiska regionen  Kemi-Torneå i landskapet Lappland, i den norra delen av landet. Ön ligger omkring 100 kilometer sydväst om Rovaniemi och omkring 610 kilometer norr om Helsingfors.
Öns area är 0,5 hektar och dess största längd är 110 meter i öst-västlig riktning. Närmaste större samhälle är Kemi, 8,4 km nordväst om Prykäri.